# Polymerkemi
Polymerkemi är läran om utvinning och syntes av polymerer, liksom om dessas fysikaliska och kemiska egenskaper. Vanliga studieområden inom polymerkemin är biopolymerer såsom cellulosa, stärkelse, lignin, syntetiska polymerer och diverse andra polysackarider inklusive de kemiskt modifierade. Forskningen i detta ämne bedrivs främst vid de stora industrilaboratorierna.